# アンナ・スマシュノワ
アンナ・スマシュノワ（英語: Anna Smashnova, ヘブライ語: אנה סמשנובה, ベラルーシ語: Анна Смашнова, 1976年7月16日 - ）は、イスラエルの女子プロテニス選手。
ソ連（現在のベラルーシ）・ミンスク生まれ。クレーコート（赤土）を最も得意とするベースライン・プレーヤーである。右利き、バックハンド・ストロークは片手打ち。シングルス自己最高ランキングは15位。WTAツアーでシングルス12勝を挙げた（ダブルス優勝はない）。2002年12月7日にイタリアの元プロテニス選手、クラウディオ・ピストレッシと結婚したことから、「アンナ・スマシュノワ・ピストレッシ」（Anna Smashnova-Pistolesi）と名乗ったこともある（後に離婚した）。

## 来歴
スマシュノワの出身地はソ連（現在のベラルーシ）・ミンスクだが、14歳を迎えた1990年9月からイスラエルに定住するようになった。1991年1月にプロ入り。1992年から4大大会の予選に出場に挑戦を始め、1994年全豪オープンで4大大会初出場。同年の全仏オープンで、スマシュノワは第5シードのヤナ・ノボトナを1回戦で破り、初めて世界ランキングトップ10位以内の選手に勝った。1994年の全米オープンと1995年の全豪オープンで、2大会連続で3回戦に進出した後、1995年の全仏オープンで4回戦進出を果たした。それから3年後、全仏オープンでは1998年にも4回戦進出がある。4大大会ではこれが自己最高成績で、ベスト8以上の上位進出はなかった。
女子テニスツアーの下部組織の大会で6勝した後、1999年にWTAツアー大会で初優勝を達成。それ以来、ツアーでシングルス通算12勝を挙げ、2006年のハンガリー・ブダペスト大会で2連覇を果たした。これが彼女の最後のツアー優勝になり（12勝目）、2007年6月のウィンブルドン1回戦でマルチナ・ミュラー（ドイツ）に 0-6, 0-6 で敗れた試合を最後に現役を引退した。
2006年8月、アンナ・スマシュノワは国際テニス連盟から「テニスに貢献した選手の賞」（Awards for Services to the Game）を授与された。一緒に選ばれた選手は総計13名で、その中にはジュジャ・ケルメツィ（ハンガリー）、クルト・ニールセン（デンマーク）、加茂公成（日本）、ジーナ・ガリソン（アメリカ）、バルバラ・シェット（オーストリア）、リーンダー・パエス（インド）などがいる。イスラエルの大黒柱として活動してきたスマシュノワは、こうしてテニス界における国際的な貢献を認められた。

## WTAツアー決勝進出結果

### シングルス: 13回 (12勝1敗)
| 大会グレード         |
| -------------------- |
| グランドスラム (0–0) |
| ティア I (0–0)       |
| ティア II (0–0)      |
| ティア III (3–0)     |
| ティア IV & V (9–1)  |

| 結果   | No. | 決勝日        | 大会               | サーフェス | 対戦相手                   | スコア        |
| ------ | --- | ------------- | ------------------ | ---------- | -------------------------- | ------------- |
| 優勝   | 1.  | 1999年6月13日 | タシケント         | ハード     | ローレンス・クルトワ       | 6–3, 6–3      |
| 優勝   | 2.  | 2000年7月23日 | クノック＝ヘイスト | クレー     | ドミニク・ファン・ルースト | 6–2, 7–5      |
| 優勝   | 3.  | 2002年1月6日  | オークランド       | ハード     | タチアナ・パノワ           | 6–2, 6–2      |
| 優勝   | 4.  | 2002年1月13日 | キャンベラ         | ハード     | タマリネ・タナスガーン     | 7–5, 7–6(2)   |
| 優勝   | 5.  | 2002年6月16日 | ウィーン           | クレー     | イロダ・ツルヤガノワ       | 6–4, 6–1      |
| 優勝   | 6.  | 2002年9月15日 | 上海               | ハード     | アンナ・クルニコワ         | 6–2, 6–3      |
| 優勝   | 7.  | 2003年8月2日  | ソポト             | クレー     | クララ・ザコパロバ         | 6–2, 6–0      |
| 優勝   | 8.  | 2003年8月10日 | ヘルシンキ         | クレー     | エレナ・コスタニッチ       | 4–6, 6–4, 6–0 |
| 優勝   | 9.  | 2004年5月22日 | ウィーン           | クレー     | アリシア・モリク           | 6–2, 3–6, 6–2 |
| 優勝   | 10. | 2005年7月17日 | モデナ             | クレー     | タチアナ・ガルビン         | 6–6 途中棄権  |
| 優勝   | 11. | 2005年7月31日 | ブダペスト         | クレー     | カタリナ・カスタノ         | 6–2, 6–2      |
| 優勝   | 12. | 2006年7月30日 | ブダペスト         | クレー     | ルルド・ドミンゲス・リノ   | 6–1, 6–3      |
| 準優勝 | 1.  | 2006年8月26日 | フォレストヒルズ   | ハード     | メガン・ショーネシー       | 6–1, 0–4, 4–6 |

## 4大大会シングルス成績
略語の説明
| W | F | SF | QF | #R | RR | Q# | LQ | A | Z# | PO | G | S | B | NMS | P | NH |

W=優勝, F=準優勝, SF=ベスト4, QF=ベスト8, #R=#回戦敗退, RR=ラウンドロビン敗退, Q#=予選#回戦敗退, LQ=予選敗退, A=大会不参加, Z#=デビスカップ/BJKカップ地域ゾーン, PO=デビスカップ/BJKカッププレーオフ, G=オリンピック金メダル, S=オリンピック銀メダル, B=オリンピック銅メダル, NMS=マスターズシリーズから降格, P=開催延期, NH=開催なし.
| 大会           | 1992 | 1993 | 1994 | 1995 | 1996 | 1997 | 1998 | 1999 | 2000 | 2001 | 2002 | 2003 | 2004 | 2005 | 2006 | 2007 | 通算成績 |
| -------------- | ---- | ---- | ---- | ---- | ---- | ---- | ---- | ---- | ---- | ---- | ---- | ---- | ---- | ---- | ---- | ---- | -------- |
| 全豪オープン   | A    | LQ   | 2R   | 3R   | 2R   | LQ   | LQ   | 2R   | 1R   | 1R   | 1R   | 3R   | 2R   | 3R   | 1R   | 1R   | 10–12    |
| 全仏オープン   | A    | A    | 2R   | 4R   | 1R   | A    | 4R   | 3R   | 1R   | 1R   | 1R   | 2R   | 3R   | 2R   | 1R   | 1R   | 13–13    |
| ウィンブルドン | LQ   | A    | 2R   | 1R   | 1R   | A    | 1R   | 1R   | 3R   | 1R   | 1R   | 1R   | 1R   | 1R   | 1R   | 1R   | 3–13     |
| 全米オープン   | LQ   | A    | 3R   | 1R   | LQ   | LQ   | 1R   | 1R   | 1R   | 1R   | 2R   | 1R   | 1R   | 2R   | 1R   | A    | 4–11     |